# Dolina Eszmuna
Dolina Eszmuna (Dolina Eszmouna, Dolina Auali) – nazwa projektu archeologicznych badań powierzchniowych na terenie doliny o tej samej nazwie (oryginalna nazwa projektu to "The Eshmoun Valley project"), położonej w Libanie. Prowadzony był w latach 2004–2008 przez ekspedycję Centrum Archeologii Śródziemnomorskiej UW pod kierunkiem Michała Neski oraz Krzysztofa Jakubiaka z Uniwersytetu Warszawskiego.

## Położenie Doliny Eszmuna
Dolina rzeki Auali (Wadi Bisri), zwana Doliną Eszmuna położona jest około trzy kilometry na północ od Sydonu, czyli współczesnego miasta Sajda, oraz około 40 kilometrów na południe od Bejrutu. Dolina stanowi mikroregion, który był naturalnym zapleczem gospodarczym dla Sydonu, jednego z najważniejszych miast starożytnej Fenicji. Badany obszar obejmował teren długi na około 20 km i szeroki, w zależności od ukształtowania terenu, od kilkuset metrów do kilku kilometrów. Na terenie badanego obszaru, u ujścia rzeki Auali do Morza Śródziemnego znajduje się świątynia, poświęcona bogowi Eszmunowi, utożsamianemu z greckim Asklepiosem i rzymskim Eskulapem. 

## Badania archeologiczne
W trakcie prac natrafiono na ślady licznych pozostałości po osadnictwie wiejskim potwierdzające, że teren ten był intensywnie wykorzystywany w starożytności. Wydaje się, że apogeum tego procesu trwało od IV wieku n.e. po schyłek starożytności. Obok śladów osadniczych najważniejszymi pozostałościami świadczącymi o wykorzystaniu doliny są nekropole, odnajdywane przy większości osad. Charakterystyczne jest to, że wszystkie zarejestrowane grobowce były wykute w skale oraz posiadały liczne nisze przeznaczone na sarkofagi. Grobowce także są datowane na okres rzymski i późnorzymski (I–IV wiek n.e.).